# (Love Is) The Tender Trap
(Love Is) The Tender Trap ist ein Song von Jimmy Van Heusen (Musik) und Sammy Cahn (Text), der 1955 veröffentlicht wurde.
Van Heusen und Cahn schrieben den Song für den Spielfilm Die zarte Falle (The Tender Trap), u. a. mit Debbie Reynolds und Frank Sinatra in den Hauptrollen. Sinatra, sich selbst am Piano begleitend, und Reynolds singen ihn im Duo.
Der Song, der wie der Film die ambivalente Haltung der Amerikaner zu Heirat und Ehe in den 1950er-Jahren aufgriff, wurde in der Kategorie Bester Song für einen Oscar nominiert, den schließlich 1948 Sammy Fain und Paul Francis Webster für den Song Love Is a Many Splendored Thing erhielten.
Sinatra – begleitet vom Nelson Riddle Orchestra – nahm (Love Is) The Tender Trap (mit der B-Seite Weep They Will) als Single für Capitol Records auf (F 3290). Die Single erreichte Anfang 1956 in den Billboard Top 100 Platz 23. Im Bereich des Jazz und der Popmusik wurden ab Mitte der 1950er-Jahre zahlreiche Coverversionen des Songs aufgenommen; Tom Lord listet 38 Versionen des Titels u. a. von Ella Fitzgerald/Tutti Camarata, George Rhodes, Tommy Dorsey, Mel Tormé, Ray Anthony, Paul Quinichette, Buddy Greco, Oscar Peterson, Ted Heath, Sylvia Syms, Sammy Davis junior, Billy Eckstine, Dominique Eade, Ralph Sharon, Stacey Kent und Janis Siegel, in den 1990ern auch im Duo von Robert Palmer/Clare Fischer.